# Datalink
Nelle telecomunicazioni per data link si intende la connessione tra una stazione e un'altra al fine di trasmettere e ricevere segnali digitali. Può anche riferirsi ad un set di componenti elettronici atti a garantire una trasmissione tra le stazioni. La comunicazione è governata da un protocollo che stabilisce le regole di trasmissione.

## Descrizione
Ci sono almeno tre tipi base di implementazioni data-link: 
- Simplex, è la più comune e consiste nelle comunicazioni unidirezionali.
- Half-duplex, sono le comunicazioni che avvengono in entrambe le direzioni ma non in modo simultaneo.
- Duplex, comunicazioni in entrambe le direzioni simultaneamente.

Nell'aviazione civile i sistemi data link (conosciuti come Controller Pilot Data Link Communications) sono usati per spedire le informazioni tra l'aereo e il controllo del traffico aereo quando l'aeromobile si trova troppo distante dall'ATC per permettere delle comunicazioni vocali chiare e non è possibile nemmeno l'osservazione radar. Questi sistemi sono usati quando l'aereo attraversa gli oceani Atlantico e Pacifico.
Nell'aviazione militare, l'utilizzo del datalink è parzialmente differente e serve per trasmettere informazioni sui bersagli da colpire e per aiutare gli aerei da guerra nell'atterraggio sulle portaerei. 
Sui veicoli senza equipaggio (come ad esempio veicoli spaziali) sono implementati sistemi full o half duplex per spedire i segnali di controllo e ricevere i segnali telemetrici.

## Data link tattici ad uso militare
Di tipo completamente diverso sono i Tactical Data Link (TDL) o data link tattici, reti militari di comunicazione digitale, composti di hardware (terminali appositi) e software (protocolli di comunicazione e messaggistica) dedicati. 
Sono nati negli anni 1950 per lo scambio di informazioni relative agli obiettivi, evolvendosi poi in reti per la condivisione in tempo reale del quadro tattico, a cui possono partecipare navi, aerei (caccia e sistemi di controllo aeroportati) e stazioni di terra. I TDL moderni sono caratterizzati da alta resistenza ai disturbi elettromagnetici e da tecniche evolute di modulazione e cifratura dei dati.